# 混天王
混天王（?—?），本名张应金，陕西承宣布政使司延川县人，明朝末年民变首领之一。
崇祯元年（1628年）陕西北部大飢荒，张应金和王自用在延川起兵。崇祯五年（1632年）正月，混天王等部伪装成卖米的商人，攻破白水县、宜君县，东渡黄河，攻克蒲州（今山西省永济县西）。崇祯八年（1635年）四月，高迎祥邀请各路农民军首领在河南荥阳集会，一共十三家七十二营，混天王作为七十二营首领之一，之后在混戰中阵亡。